# Innocent Love
Innocent Love ist ein Popsong von Sandra aus dem Jahr 1986.

## Entstehung und Veröffentlichung
Der Midtempo-Synth-Pop-Song wurde von Ulrich Herter, Hubert Kemmler alias Hubert Kah und Klaus Hirschburger, letzterer Bandmitglied von Hubert Kah, sowie von Susanne Müller, Kahs späterer Ehefrau, geschrieben und von Michael Cretu gemeinsam mit Armand Volker produziert. Im Songtext sehnt sich die Protagonistin nicht nach Luxus oder Juwelen, sondern nach „unschuldiger Liebe“, die ihr ein „unschuldiger Junge“ garantiert.
Die Single wurde am 16. Juni 1986 bei Virgin Records vorab als erste Single aus dem Album Mirrors veröffentlicht. Auf der B-Seite befindet sich der Song Innocent Theme. Es existiert auch eine 6:47 Minuten lange Maxi-Version. Der Song erschien auf zahlreichen Kompilationen, unter anderem 2009 auf der Platinum Collection.

## Musikvideo
Die Regie des Musikvideos führten Rudi Dolezal und Hannes Rossacher alias DoRo. Es zeigt die Künstlerin ganz in Weiß, jedoch im Widerspruch zum Songtext mit Schmuck und zahlreichen Perlenketten behängt, auf einem futuristischen Set mit Bildschirmen und technischen Geräten, auf dem die ursprüngliche Bandbesetzung bestehend aus Steve Hall alias Peter Ries (Bass), Wolfgang Filz (Schlagzeug) und Frank Peterson (Keyboards) den Song spielt. Einige Einspieler zeigen Sandra auch an einem Strand.

## Chartplatzierungen
Die Single erreichte hohe Chartplatzierungen in den europäischen Ländern, darunter Platz elf in Deutschland und Platz 14 in der Schweiz. In Frankreich kam der Song auf Platz zehn und in Norwegen auf Platz sechs.
| ChartsChartplatzierungen | Höchstplatzierung | Wochen |
| ------------------------ | ----------------- | ------ |
| Deutschland (GfK)        | 11 (12 Wo.)       | 12     |
| Schweiz (IFPI)           | 14 (6 Wo.)        | 6      |